# Congrés de la Haia de 1872
El Congrés de la Haia de 1872, o V Congrés de l'AIT, es va celebrar a la ciutat neerlandesa de La Haia del 2 al 7 de setembre de 1872. Fou el cinquè congrés de l'Associació Internacional de Treballadors, o Primera Internacional, fet amb posterioritat als fets de la Comuna de París. Va ser dirigit per Karl Marx i F. Engels. Hi van assistir 69 delegats pertanyents a organitzacions de treballadors d'onze països, els italians no hi van participar, la delegació d'Alemanya va ser la més nombrosa, hi va haver una delegació espanyola. El congrés suposà l'escissió dels bakuninistes.

## Antecedents
L'Associació Internacional de Treballadors fou fundada el 28 de setembre de 1864 a Londres impulsada per Karl Marx amb la intenció de servir de plataforma per a la coordinació entre les associacions de treballadors dels diferents països.
L'aixecament obrer de la Comuna de París el 1871, l'oposició inicial de Marx a l'aixecament, i la derrota d'aquest a mans de la contrarevolució burgesa que suposaria la Tercera República Francesa van fer esclatar les diferències entre els marxistes i el sector anarquista liderat per Mikhaïl Bakunin.

## El Congrés
Al cinquè congrés de l'AIT celebrat a la Haia del 5 al 9 de setembre de 1872 es va decidir l'expulsió de Mikhaïl Bakunin i James Guillaume i que el Consell General de la Internacional es desplacés cap a Nova York.
L'article 7a. de la resolució sobre els estatuts estableix que: «En la seva lluita contra el poder col·lectiu de les classes posseïdores, el proletariat no pot actuar com a classe si no és constituint-se ell mateix en partit polític propi i oposat a tots els antics partits…» la conquesta del poder polític passa a ser el gran deure del proletariat.

## Conseqüències
A conseqüència d'aquesta postura de participació política l'anarquisme (liderat per Mikhaïl Bakunin) s'hi va apartar. Es produí l'escissió dels bakuninistes, que organitzarien un altre congrés a Saint-Imier el 15 i 16 de setembre de 1872.
També va significar que a partir del congrés es creessin partits polítics obrers independents en els diferents països.
L'Associació Internacional de Treballadors es dissol el 1876 després del Congrés de Filadèlfia, celebrat al mateix any. Un any més tard, després del Congrés de Gant (1877), es dissol també l'escissió anarquista de l'AIT.